# یواس‌اس ساسکس (ای‌کی-۲۱۳)
یواس‌اس ساسکس (ای‌کی-۲۱۳) (به انگلیسی: USS Sussex (AK-213)) یک کشتی بود که طول آن 388' 8" بود. این کشتی در سال ۱۹۴۵ ساخته شد.